# Al Attar Business Tower
Al Attar Business Tower – wieżowiec w Dubaju, w Zjednoczonych Emiratach Arabskich, o wysokości 158 m. Budynek posiada 38 kondygnacje. Ukończenie budowy miało miejsce w 1999.